# The Washington Post (marcha)
The Washington Post es una marcha compuesta por John Philip Sousa en 1889. 

## Historia
En 1889 los propietarios del diario The Washington Post encomendaron a John Philip Sousa, por entonces director de la Banda del Cuerpo de Marines de los Estados Unidos la composición de una marcha para la ceremonia de premiación de su concurso de ensayos. La creación de Sousa, «The Washington Post March» fue presentada en la ceremonia del 15 de junio de 1889, y se convirtió en una pieza muy popular. El fenómeno llevó a un periodista británico a bautizar a Sousa como el «rey de las marchas». En el edificio de The Washington Post se honra a Sousa por su contribución al periódico y a Estados Unidos.
La obra está en el dominio público en Estados Unidos, ya que sus derechos han expirado.

## Composición
Esta conocida marcha está escrita con una estructura estándar: IAABBCCDCDC, en un ritmo de 6/8, una adaptación del ritmo «two-step» propio de aquella época.